# Andreas Matzbacher
Andreas Matzbacher (ur. 7 stycznia 1982 w Grazu, zm. 24 grudnia 2007 koło Grazu) – austriacki kolarz. Zaczynał karierę w amatorskiej austriackiej drużynie Seaco. W 2004 roku przystąpił do pierwszej profesjonalnej drużyny kolarskiej – Lampre, a w 2006 przeszedł do Volksbank. Zginął tragicznie 24 grudnia 2007 w wypadku samochodowym w wyniku utraty panowania nad samochodem.